# 44041 Françoiselaunay
44041 Françoiselaunay è un asteroide della fascia principale. Scoperto nel 1998, presenta un'orbita caratterizzata da un semiasse maggiore pari a 2,2579481 au e da un'eccentricità di 0,0650677, inclinata di 1,27778° rispetto all'eclittica.